# Popůvky (Třebíči járás)
Popůvky település Csehországban, a Třebíči járásban. Popůvky Stropešín, Hartvíkovice, Kladeruby nad Oslavou, Sedlec, Dalešice és Kramolín településekkel határos. Lakosainak száma 68 fő (2024. január 1.).

## Népesség
A település lakosságának változását az alábbi diagram mutatja:
| Lakosok száma | 185  | 198  | 204  | 186  | 154  | 91   | 77   | 78   | 67   | 68   |
|               | 1869 | 1890 | 1921 | 1950 | 1980 | 2001 | 2017 | 2019 | 2022 | 2024 |